# 虎头山 (广东)
虎头山，原名石狗山（或称石狗岭）、狗头山（或称狗岭山），是广东省茂名市电白区的一座山峰，西邻晏镜岭，东与龙头山相望，海拔57米，占地面积3.73平方公里。

## 历史
石狗山（狗头山）得名相传来自渔民阿狗与海龙王女儿的爱情故事，两人相爱遭龙王反对，与龙王手下“独眼龙”搏斗时，两人为保护村民，用“定身石”在烈火中化成一座小石山，后人为了纪念阿狗夫妇，便将这山称为石狗山。1958年，中南局第一书记陶铸视察电白时建议此山改名“虎头山”，从此，虎头山之名便流传下来并沿用至今。1964年开辟山径，修造阶梯，山顶建起飞檐立角的“绿海亭”。1984年，茂名石化公司与当地合作在虎头山兴建度假村和海滨浴场。1991年，虎头山旅游中心开业，曾创下日接待游客5万人次的记录，高峰期年接待游客超过100万人次。